# David Lesmond
David Lesmond, né le 3 mai 1975 à Boulogne-Billancourt, dans les Hauts-de-Seine, est un ancien joueur français de basket-ball. Il évolue au poste d'ailier.

## Palmarès
- Champion d'Europe juniors 1992